# 鄆城県
鄆城県（うんじょう-けん）は中華人民共和国山東省菏沢市に位置する県。

## 歴史
春秋時代には魯により鄆邑と称されていた。前漢により廩丘県が設置された。北周により清沢県は廩丘県より分割設置された。開皇4年（584年）に隋により清沢県は万安県と改称された。開皇10年（590年）に鄆州が設置された。開皇18年（598年）に万安県は鄆城県と改称された。大業3年（607年）に廩丘県は廃止され、鄆城県に編入された。

## 行政区画
- 街道:鄆州街道、唐塔街道、丁里長街道、張営街道
- 鎮:黄安鎮、楊荘集鎮、侯咽集鎮、武安鎮、郭屯鎮、玉皇廟鎮、程屯鎮、随官屯鎮、潘渡鎮、双橋鎮、南趙楼鎮、黄泥岡鎮、唐廟鎮、李集鎮、黄集鎮、張魯集鎮
- 郷:水堡郷、陳坡郷

## 交通

### 鉄道
- 京九線鄆城駅

### 道路
- G35済広高速・日東高速、G1511日蘭高速
  - 鄆城南IC、鄆城IC
- G220国道

### 空港
- 済寧曲阜空港 - 60km離れている。

## 出身人物
- 宋江・晁蓋・呉用（水滸伝のモデルの実在の人物）
- 彭麗媛（現代の有名な歌手、習近平夫人）